# Хайнрих XXIII (Ройс-Кьостриц)
Хайнрих XXIII фон Ройс-Кьостриц, младата линия (на немски: Heinrich XXIII Graf Reuss zu Köstritz; * 9 декември 1722, Кьостриц; † 3 септември 1787, Кьостриц) от род Ройс-Шлайц-Кьостриц, основател на Ройс младата линия е граф на Ройс-Кьостриц (1748 – 1787).

## Произход и наследство
Той е най-малкият син, дванадесетото дете на граф Хайнрих XXIV фон Ройс-Шлайц-Кьостриц (1681 – 1748) и съпругата му фрайин Елеонора фрайин фон Промниц-Дитерсбах (1688 – 1776), дъщеря на фрайхер Йохан Кристоф фон Промниц-Дитерсбах (1661 – 1689) и фрайин Анна Елизабет фон Саурма фон дер Йелч (1663 – 1708). Брат е на Хайнрих VI (1707 – 1783), граф Ройс-Кьостриц, стария клон (1748 – 1783), Хайнрих IX (1711 – 1780), граф Ройс-Кьостриц, средния клон (1748 – 1780).
През 1748 г. той и братята му се разделят на три линии Ройс-Кьостриц. Хайнрих XXIII образува младия клон на рода Ройс-Кьостриц.
Хайнрих XXIII фон Ройс-Кьостриц умира на 64 години на 3 септември 1787 г. в Кьостриц. Внукът му Хайнрих II Ройс-Кьостриц (1803 – 1852) става княз на Ройс-Шлайц-Кьостриц младата линия на 30 юни 1851 г.

## Фамилия
Първи брак: на 13 февруари 1754 г. в Кьостриц с графиня Ернестина Хенриета София фон Шьонбург-Векселбург (* 2 декември 1736, Векселбург; † 10 декември 1768, Кьостриц), дъщеря на граф Франц Хайнрих фон Шьонбург-Валденбург-Векселбург (1682 – 1746) и Йохана София Елизабет фон Шьонбург-Хартенщайн (1699 – 1739), дъщеря на граф Георг Алберт фон Шьонбург-Хартенщайн (1673 – 1716). Тя умира на 32 години. Те имат пет деца:
- Хенриета Елеонора Елизабет (* 28 март 1755, Кьостриц; † 14 септември 1829, дворец Лихтенщайн), омъжена на 8/9 декември 1779 г. в Кьостриц за граф Ото Карл Фридрих фон Шьонбург-Валденбург (1758 – 1800), станал 1. княз на Шьонбург на 9 октомври 1790 г.
- Хайнрих XLVII (* 27 февруари 1756, Кьостриц; † 7 март 1833, дворец Лихтенщайн), кралски пруски президент на правителството в Петрикау, след това в Калиш и накрая в Бреслау, неженен
- Хайнрих XLIX (* 16 октомври 1759, Кьостриц; † 29 февруари 1840, Ихтерсхаузен), господар в Ихтерсхаузен, неженен
- Хайнрих LII (* 21 септември 1763, Кьостриц; † 23 февруари 1851, Мюнхен), кралски баварски генерал на пехотата (11 февруари 1824), неженен
- Хайнрих LV (* 1 декември 1768, Кьостриц; † 9 април 1846, Лондон), предигер на „Хернхутер Брюдергемайне“ в Хавърфордуест и Уелс, женен на 11 юли 1797 г. в Хернхут за баронеса Мари Юстин де Ватевил (1762 – 1828); имат четири деца; син му Хайнрих II Ройс-Кьостриц (1803 – 1852) става княз на Ройс 1851 г.

Втори брак: на 5 февруари 1780 г. в Пьолциг близо до Алтенбург с фрайин Фридерика Елеонора Доротея фон Бранденшайн (* 7 декември 1727, Ранис; † 6 юли 1807, Айзенберг), дъщеря на фрайхер Георг Вилхелм фон Бранденщайн (1679 – 1762) и Розина Кристиана фон Редвиц (ок. 1691 – сл. 1759). Бракът е бездетен.
Той има и син:
- Хайнрих LV (* пр. 1787; † 1846), принц